# Bistum San Jose in California
Das Bistum San Jose in California (lateinisch Dioecesis Sancti Josephi in California, englisch Diocese of San Jose in California) ist eine in den Vereinigten Staaten gelegene römisch-katholische Diözese mit Sitz in San José, Kalifornien.

## Einzelnachweise

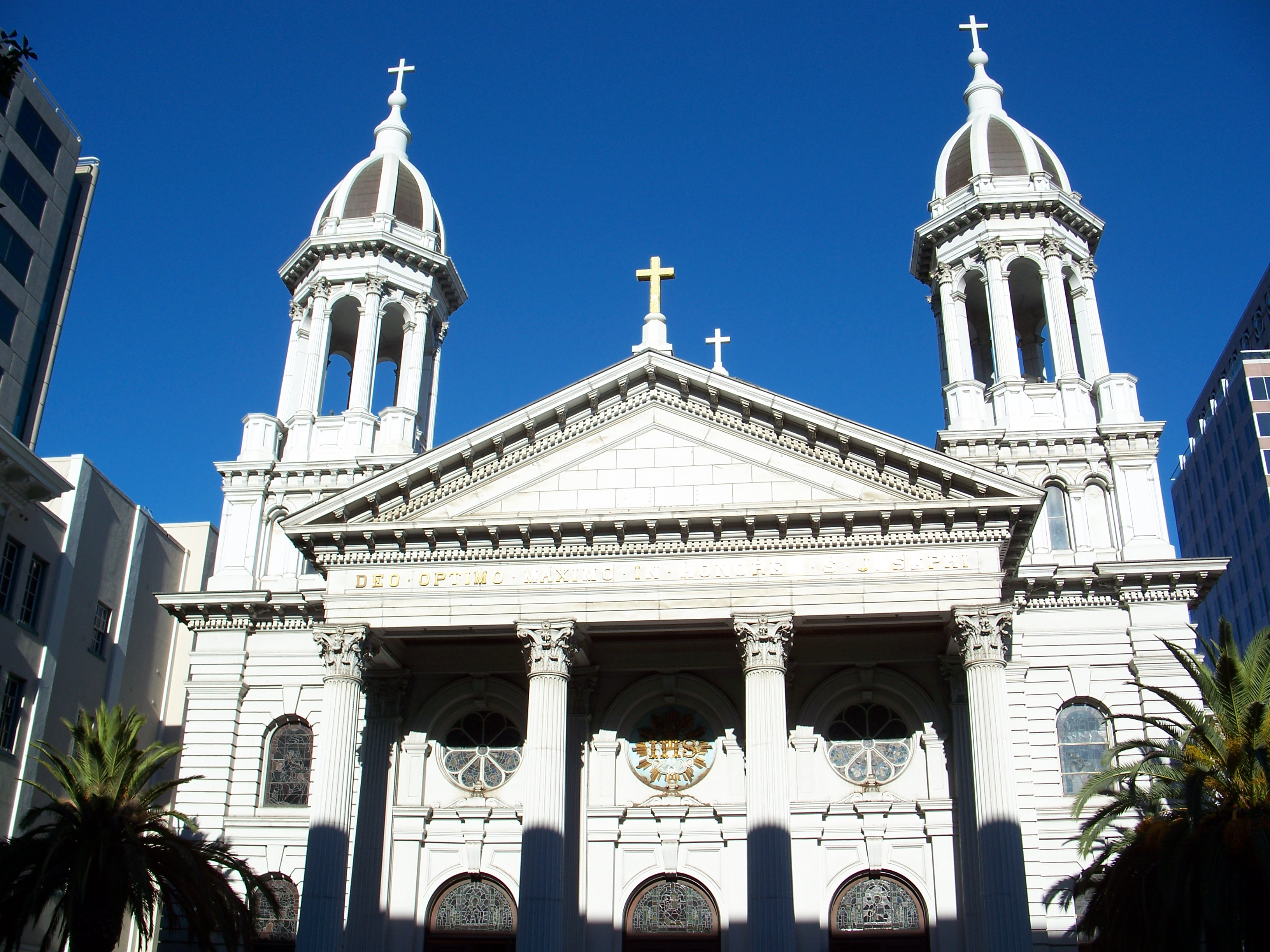
Cathedral of St. Joseph in San José

## Geschichte
Das Bistum San Jose in California wurde am 27. Januar 1981 durch Papst Johannes Paul II. mit der Apostolischen Konstitution Quoniam Episcopi aus Gebietsabtretungen des Erzbistums San Francisco errichtet und diesem als Suffraganbistum unterstellt.

## Territorium
Das Bistum San Jose in California umfasst das im Bundesstaat Kalifornien gelegene Gebiet Santa Clara County.

## Bischöfe von San Jose in California
- Pierre DuMaine, 1981–1999
- Patrick Joseph McGrath, 1999–2019
- Oscar Cantú, seit 2019